# Radeon R700

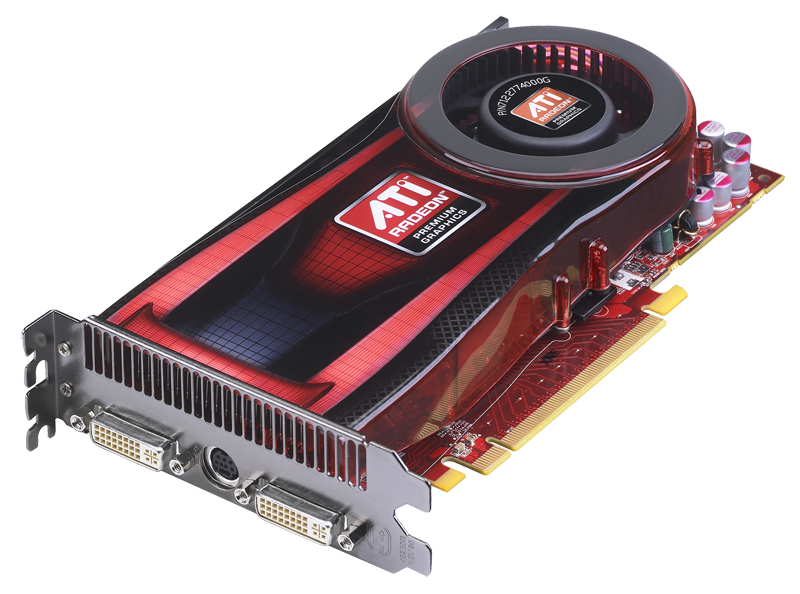
Une carte graphique ATI Radeon HD 4770, basée sur le processeur graphique RV740.

La série Radeon R700 est une série de processeurs graphiques à la base de la gamme de cartes graphiques DirectX 10.1 de la série HD 4000, produites par ATI/AMD.
Le RV740 est le premier processeur graphique de la série à être gravé en 40 nm.
Les R700 répondent du nom de code "SPARTAN". Elles sont la famille de GPU concurrente directe contre les GeForce G200 d'architecture "Tesla" de Nvidia.

## Architecture
L'architecture prolonge celle des processeurs R600. Elle reste basée sur du vectoriel 5D.
Par exemple, le RV770 PRO se compose de 10 blocs SIMD de 80 processeurs de flux (Stream processor, ou SPU) chacun, donc 800 unités au total. Étant du vectoriel 5D, on doit plutôt parler de 160vec5. Restant cantonné à 16 ROP et un bus mémoire de 256 bits, le cache L2 se voit augmenté à 256 ko pour de meilleures performances.

## Cartes Radeon HD 4000
| Modèles                    | Radeon HD 4350            | Radeon HD 4550            | Radeon HD 4650               | Radeon HD 4670               | Radeon HD 4730      | Radeon HD 4770      | Radeon HD 4830      | Radeon HD 4850      | Radeon HD 4860      | Radeon HD 4870      | Radeon HD 4890      | Radeon HD 4850 X2   | Radeon HD 4870 X2   |
| -------------------------- | ------------------------- | ------------------------- | ---------------------------- | ---------------------------- | ------------------- | ------------------- | ------------------- | ------------------- | ------------------- | ------------------- | ------------------- | ------------------- | ------------------- |
| Nom de code                | RV710-LE                  | RV710-PRO                 | RV730-PRO                    | RV730-XT                     | RV770-CE            | RV740-XT            | RV770-LE            | RV770-PRO           | RV790-GT            | RV770-XT            | RV790-XT            | R700 (2xRV770-PRO)  | R780 (2xRV770-XT)   |
| Gravure                    | 55 nm                     | 55 nm                     | 55 nm                        | 55 nm                        | 55 nm               | 40 nm               | 55 nm               | 55 nm               | 55 nm               | 55 nm               | 55 nm               | 55 nm               | 55 nm               |
| Surface de la puce (mm2)   | 73                        | 73                        | 146                          | 146                          | 256                 | 137                 | 256                 | 256                 | 282                 | 256                 | 282                 | 2x256               | 2x256               |
| Nb. transistors (millions) | 242                       | 242                       | 514                          | 514                          | 956                 | 826                 | 956                 | 956                 | 959                 | 956                 | 959                 | 2x956               | 2x956               |
| Mémoire (Mo)               | 512                       | 256 - 512 - 1024          | 256                          | 256 - 512 - 1024             | 512 - 1024          | 512                 | 512                 | 512 - 1024          | 512 - 1024          | 512 - 1024          | 1024                | 1024 (2 × 512)      | 1024 (2 × 512)      |
| Type de mémoire            | DDR2                      | GDDR3                     | GDDR3                        | GDDR3                        | GDDR5               | GDDR5               | GDDR4               | GDDR4               | GDDR5               | GDDR5               | GDDR5               | GDDR3               | GDDR5               |
| Fréquence mémoire (MHz)    | 500                       | 800                       | 900                          | 1100                         | 900                 | 800                 | 900                 | 993                 | 750                 | 900                 | 975                 | 993                 | 900                 |
| Largeur de bus (bits)      | 64                        | 64                        | 128                          | 128                          | 128                 | 128                 | 256                 | 256                 | 256                 | 256                 | 256                 | 512 (2x 256)        | 512 (2x 256)        |
| Bande passante (Go/s)      | 6.40                      | 12.80                     | 28.80                        | 35.20                        | 57.60               | 51.20               | 57.60               | 63.55               | 96.00               | 115.20              | 124.80              | 127.10              | 230.40              |
| Fréquence GPU (MHz)        | 575                       | 600                       | 650                          | 750                          | 750                 | 750                 | 575                 | 625                 | 700                 | 750                 | 850                 | 625                 | 750                 |
| Nb. stream processors      | 16vec5 (80)               | 16vec5 (80)               | 64vec5 (320)                 | 64vec5 (320)                 | 128vec5 (640)       | 128vec5 (640)       | 128vec5 (640)       | 160vec5 (800)       | 128vec5 (640)       | 160vec5 (800)       | 160vec5 (800)       | 1600 (2x[5x160])    | 1600 (2x[5x160])    |
| Nb. TMU                    | 8                         | 8                         | 32                           | 32                           | 32                  | 32                  | 32                  | 40                  | 32                  | 40                  | 40                  | 80 (2x40)           | 80 (2x40)           |
| NB. ROP                    | 4                         | 4                         | 8                            | 8                            | 8                   | 16                  | 16                  | 16                  | 16                  | 16                  | 16                  | 32 (2x16)           | 32 (2x16)           |
| Fillrate Pixels (GP/s)     | 2.30                      | 2.40                      | 5.20                         | 6.00                         | 6.00                | 12.00               | 9.20                | 10.00               | 11.20               | 12.00               | 13.60               | 20.00               | 24.00               |
| Fillrate Textures (GT/s)   | 4.6                       | 4.8                       | 20.8                         | 24.0                         | 24.0                | 24.0                | 18.4                | 25.0                | 22.4                | 30.0                | 34.00               | 50.0                | 60.0                |
| Calcul FP32 (GFLOPS)       | 92                        | 96                        | 416                          | 480                          | 960                 | 960                 | 736                 | 1000                | 896                 | 1200                | 1200                | 2000                | 2400                |
| Calcul FP64 (GFLOPS)       | -                         | -                         | -                            | -                            | 192                 | 192                 | 147                 | 200                 | 179                 | 240                 | 272                 | 400                 | 480                 |
| Interface                  | PCI Express 16x 2.0       | PCI-Express 16x 2.0       | PCI-Express 16x 2.0 - AGP 8x | PCI-Express 16x 2.0 - AGP 8x | PCI-Express 16x 2.0 | PCI-Express 16x 2.0 | PCI-Express 16x 2.0 | PCI-Express 16x 2.0 | PCI-Express 16x 2.0 | PCI-Express 16x 2.0 | PCI-Express 16x 2.0 | PCI-Express 16x 2.0 | PCI-Express 16x 2.0 |
| Connectivité               | 1xVGA - 1xDVI - 1xS-Video | 1xVGA - 1xDVI - 1xS-Video | 2xDVI - 1xS-Video            | 2xDVI - 1xS-Video            | 2xDVI - 1xS-Video   | 2xDVI - 1xS-Video   | 2xDVI - 1xS-Video   | 2xDVI - 1xS-Video   | 2xDVI - 1xS-Video   | 2xDVI - 1xS-Video   | 2xDVI - 1xS-Video   | 4xDVI - 1xS-Video   | 2xDVI - 1xS-Video   |
| Version DirectX            | 10.1                      | 10.1                      | 10.1                         | 10.1                         | 10.1                | 10.1                | 10.1                | 10.1                | 10.1                | 10.1                | 10.1                | 10.1                | 10.1                |
| Version OpenGL             | 3.3                       | 3.3                       | 3.3                          | 3.3                          | 3.3                 | 3.3                 | 3.3                 | 3.3                 | 3.3                 | 3.3                 | 3.3                 | 3.3                 | 3.3                 |
| Version OpenCL             | 1.0                       | 1.0                       | 1.0                          | 1.0                          | 1.0                 | 1.0                 | 1.0                 | 1.0                 | 1.0                 | 1.0                 | 1.0                 | 1.0                 | 1.0                 |
| TDP (W)                    | 20                        | 25                        | 48                           | 59                           | 110                 | 80                  | 95                  | 110                 | 130                 | 150                 | 190                 | 250                 | 286                 |
| Date de sortie             | 30 septembre 2008         | 30 septembre 2008         | 30 septembre 2008            | 10 septembre 2008            | 8 juin 2009         | 28 avril 2009       | 21 octobre 2008     | 25 juin 2008        | 9 septembre 2009    | 15 juin 2008        | 2 avril 2009        | 7 novembre 2008     | 12 aout 2008        |
| Prix actuel                | 30 euros                  | 45 euros                  | 55 euros                     | 60 euros                     | 75 euros            | 90 euros            | 80 euros            | 90 euros            | -                   | 120 euros           | 150 euros           | 200 euros           | 320 euros           |

## Successeur
Son successeur est le Radeon R800 (Evergreen).